# Donkere glimslak
De donkere glimslak (Zonitoides nitidus) is een op zeer vochtig land levende slak uit de familie Gastrodontidae.

## Naam
De soortnaam werd in 1774 gepubliceerd door Otto Frederik Müller (1730-1784) als Helix nitidus. Door andere inzichten in de taxonomie is de soort later in het geslacht Zonitoides geplaatst. Als gevolg van deze naamswijziging worden auteursnaam en datum nu tussen haakjes gezet. De naam nitidus verwijst naar de glans van de schelp. Nitidus (latijn) = schitterend, glanzend.

## Beschrijving

### De schelp
Schelp laag kegelvormig met ongeveer 4,5 convexe langzaam en regelmatig in grootte toenemende windingen gescheiden door een duidelijke maar niet erg diepe sutuur. De laatste omgang is relatief breder dan de overige. De periferie is afgerond bij volwassen dieren en iets kantig bij jongere dieren. De basis van de schelp gaat met een vlakke bocht in de navel over. De navel is diep maar tamelijk nauw en neemt ongeveer 1/5 van de totale schelpdiameter in. De mondopening is bijna cirkelvormig. De mondrand is niet continu, scherp en niet verdikt. De sculptuur bestaat uit onregelmatige fijne radiale streepjes, een spiraalsculptuur ontbreekt. Het schelpoppervlak is verder glad en glanzend. De schelp van het levende dier is doorschijnend en heeft een donkerbruine kleur. Na de dood van het dier is de schelp ondoorzichtig en mat maar behoudt een zeer kenmerkende bruine tot roodbruine kleur.

### Afmetingen van de schelp
- hoogte: tot ongeveer 3,5 millimeter
- breedte: tot ongeveer 7,0 millimeter

### Habitat
Deze soort leeft op vochtige tot natte plaatsen meestal in de buurt van water. Het is een moeras- en oeverbewoner.

### Huidige verspreiding
Deze soort heeft een palearctische verspreiding en komt in heel Europa voor. In Nederland en België vrij algemeen in de geschikte biotopen.

### Fossiel voorkomen
Komt in het hele Kwartair in interglacialen voor. In Nederland bekend uit het Tiglien, Bavel Interglaciaal, Holsteinien, Belvédère Interglaciaal, Eemien en Holoceen. In België gevonden in Holocene afzettingen.

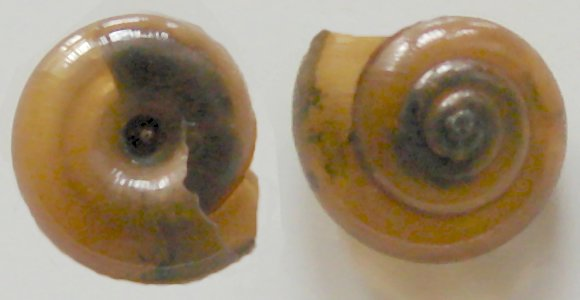
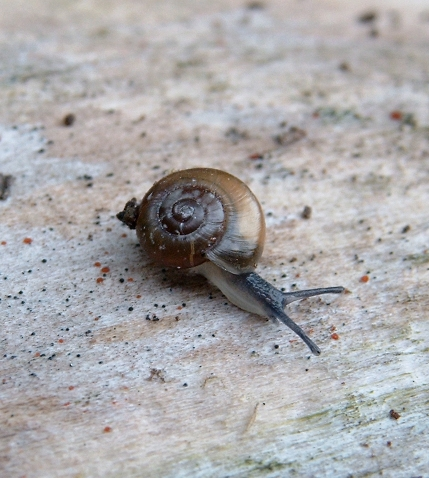

## Verwijzingen